# Hulapalu
Hulapalu ist ein Lied des österreichischen Sängers Andreas Gabalier, das am 15. Mai 2015 auf dem Album Mountain Man veröffentlicht wurde. Am 25. September 2015 wurde der Song als Single ausgekoppelt. Am 21. Oktober 2016 wurde der MTV-Unplugged-Mitschnitt des Liedes veröffentlicht, welches zusammen mit den 257ers entstanden ist.

## Titel
Laut einem Interview Gabaliers stammt der Ausdruck Hulapalu von seiner damaligen Freundin Silvia Schneider, die dereinst an der Haustür zu ihm gesagt habe „So schnell geht es nicht mit dem Hulapalu, lieber Andi!“ Er habe seither keine Erklärung der genauen Bedeutung erhalten.

## Kommerzieller Erfolg

### Chartplatzierungen
Hulapalu erreichte in Deutschland Rang 13 der Charts und konnte sich insgesamt 93 Wochen in den Charts halten. In Österreich erreichte die Single Position zehn, während sie in der Schweizer Hitparade Platz vier belegte. Für Gabalier ist es der elfte Charterfolg in seiner Heimat Österreich, sowie der fünfte in Deutschland und der vierte in der Schweiz. Es ist sein sechster Top-10-Erfolg in Österreich und nach Amoi seg’ ma uns wieder sein zweiter in der Schweiz.
In Deutschland ist es üblich, dass Remixe oder eigene Coverversionen zu einem gewissen Anteil vom Original abweichen müssen, um eine separate Chartnotierung zu erzielen. Das war bei der MTV-Unplugged-Version mit den 257ers nicht der Fall, deswegen werden die Verkäufe in Deutschland dem Original hinzuaddiert.
| ChartsChartplatzierungen | Höchstplatzierung | Wochen |
| ------------------------ | ----------------- | ------ |
| Deutschland (GfK)        | 13 (93 Wo.)       | 93     |
| Österreich (Ö3)          | 10 (64 Wo.)       | 64     |
| Schweiz (IFPI)           | 4 (60 Wo.)        | 60     |

| ChartsJahrescharts (2016) | Platzierung |
| ------------------------- | ----------- |
| Deutschland (GfK)         | 25          |
| Österreich (Ö3)           | 29          |
| Schweiz (IFPI)            | 32          |

| ChartsJahrescharts (2017) | Platzierung |
| ------------------------- | ----------- |
| Deutschland (GfK)         | 84          |
| Schweiz (IFPI)            | 93          |

| ChartsJahrescharts (2010–2019) | Platzierung |
| ------------------------------ | ----------- |
| Österreich (Ö3)                | 88          |

### Auszeichnungen für Musikverkäufe
Im Juni 2023 wurde die Single in Deutschland mit Dreifach-Platin für über 1,2 Millionen verkaufte Einheiten ausgezeichnet. Damit ist das Lied nicht nur die meistverkaufte Single Gabaliers und einer der meistverkauften deutschsprachigen Schlager und Lieder der volkstümlichen Musik in Deutschland, sondern zählt generell zu den meistverkauften Singles in Deutschland.
| Land/Region        | Auszeichnungen für Musikverkäufe (Land/Region, Auszeichnung, Verkäufe) | Verkäufe  |
| ------------------ | ---------------------------------------------------------------------- | --------- |
| Deutschland (BVMI) | 3× Platin                                                              | 1.200.000 |
| Österreich (IFPI)  | Platin                                                                 | 30.000    |
| Insgesamt          | 4× Platin ·                                                            | 1.230.000 |